# Coreia do Sul nos Jogos Olímpicos de Verão de 2016
A Coreia do Sul, representados pelo Comitê Olímpico da Coreia do Sul, compete nos Jogos Olímpicos de Verão de 2016 no Rio de Janeiro entre os dias 5 e 21 de agosto de 2016. Esta será a vigésima sétima vez que a Coreia do Sul participa dos Jogos Olímpicos da Era Moderna.

## Medalhistas
| Medalha | Nome                                  | Esporte       | Evento                  | Data        |
| ------- | ------------------------------------- | ------------- | ----------------------- | ----------- |
| Ouro    | Kim Woo-jin Ku Bon-chan Lee Seung-yun | Tiro com arco | Tiro com arco em equipe | 6 de agosto |
| Prata   | Jeong Bo-kyeong                       | Judô          | Judô até 48kg feminino  | 6 de agosto |

## Judô
Masculino
| Atleta        | Evento         | 64 avos de final   | 32 avos de final      | Oitavas de final            | Quartas de final         | Semifinais         | Repescagem         | Final / DB         | Final / DB      |
| Atleta        | Evento         | Oponente Resultado | Oponente Resultado    | Oponente Resultado          | Oponente Resultado       | Oponente Resultado | Oponente Resultado | Oponente Resultado | Pos.            |
| ------------- | -------------- | ------------------ | --------------------- | --------------------------- | ------------------------ | ------------------ | ------------------ | ------------------ | --------------- |
| Kim Won-jin   | até 60 kg      | —                  | ITA Manzi W 0013–0001 | MGL Tsogtbaatar W 0102–0012 | RUS Mudranov L 0012–0101 | Não qualificado    | Não qualificado    | Não qualificado    | Não qualificado |
| An Ba-ul      | até 66 kg      | —                  | 0                     |                             |                          |                    |                    |                    |                 |
| An Chang-rim  | até 73 kg      | —                  | SYR Kasem 0           |                             |                          |                    |                    |                    |                 |
| Lee Seung-soo | até 81 kg      | —                  | AUS Coughlan 0        |                             |                          |                    |                    |                    |                 |
| Gwak Dong-han | até 90 kg      | —                  | 0                     |                             |                          |                    |                    |                    |                 |
| Cho Gu-ham    | até 100 kg     | —                  | SWE M Pacek 0         |                             |                          |                    |                    |                    |                 |
| Kim Sung-min  | mais de 100 kg | —                  | ECU Figueroa 0        |                             |                          |                    |                    |                    |                 |

Feminino
| Atleta          | Evento        | 32 avos de final   | Oitavas de final        | Quartas de final         | Semifinais             | Repescagem         | Final / DB              | Final / DB       |
| Atleta          | Evento        | Oponente Resultado | Oponente Resultado      | Oponente Resultado       | Oponente Resultado     | Oponente Resultado | Oponente Resultado      | Pos.             |
| --------------- | ------------- | ------------------ | ----------------------- | ------------------------ | ---------------------- | ------------------ | ----------------------- | ---------------- |
| Jeong Bo-kyeong | até 48 kg     | —                  | VIE Vãn N T W 0102–0001 | MGL Mönkhbat W 1001–0000 | CUB Mestre W 0100–0000 | —                  | ARG Parreto L 0000–0102 | Medalha de prata |
| Kim Jan-di      | até 57 kg     | —                  | 0                       |                          |                        |                    |                         |                  |
| Bak Ji-yun      | até 63 kg     | GBR Schlesinger 0  |                         |                          |                        |                    |                         |                  |
| Kim Seong-yeon  | até 70 kg     | —                  | 0                       |                          |                        |                    |                         |                  |
| Kim Min-jung    | mais de 78 kg | —                  | BRA Altheman 0          |                          |                        |                    |                         |                  |

## Natação
| Atleta      | Prova           | Eliminatórias | Eliminatórias | Semifinal | Semifinal | Final       | Final       |
| Atleta      | Prova           | Tempo         | Pos.          | Tempo     | Pos.      | Tempo       | Pos.        |
| ----------- | --------------- | ------------- | ------------- | --------- | --------- | ----------- | ----------- |
| An Se-hyeon | 100 m borboleta | 57,80         | 10º           | 57,95     | 9º        | Não avançou | Não avançou |

| Atleta        | Prova       | Eliminatórias | Eliminatórias | Semifinal | Semifinal | Final       | Final       |
| Atleta        | Prova       | Tempo         | Pos.          | Tempo     | Pos.      | Tempo       | Pos.        |
| ------------- | ----------- | ------------- | ------------- | --------- | --------- | ----------- | ----------- |
| Park Tae-hwan | 400 m livre | 3:45,63       | 10º           | —         | —         | Não avançou | Não avançou |

## Tiro com arco
Masculino
| Atleta                                | Evento     | Fase classificatória | Fase classificatória | 64 avos de final | 32 avos de final | Oitavas de final | Quartas de final          | Semifinais            | Final / DB                 | Final / DB      |
| Atleta                                | Evento     | Placar               | Posição              | Opositor Placar  | Opositor Placar  | Opositor Placar  | Opositor Placar           | Opositor Placar       | Opositor Placar            | Pos.            |
| ------------------------------------- | ---------- | -------------------- | -------------------- | ---------------- | ---------------- | ---------------- | ------------------------- | --------------------- | -------------------------- | --------------- |
| Kim Woo-jin                           | Individual | 700                  | 1                    | ZIM Sutherland 0 |                  |                  |                           |                       |                            |                 |
| Ku Bon-chan                           | Individual | 681                  | 6                    | SVK Baláž 0      |                  |                  |                           |                       |                            |                 |
| Lee Seung-yun                         | Individual | 676                  | 12                   | BRA Xavier 0     |                  |                  |                           |                       |                            |                 |
| Kim Woo-jin Ku Bon-chan Lee Seung-yun | Equipe     | 2057                 | 1                    | —                | —                | —                | Países Baixos (NED) W 6–0 | Austrália (AUS) W 6–0 | Estados Unidos (USA) W 6–0 | Medalha de ouro |

Feminino
| Atleta                              | Evento     | Fase classificatória | Fase classificatória | 64 avos de final | 32 avos de final | Oitavas de final | Quartas de final | Semifinais      | Final / DB      | Final / DB |
| Atleta                              | Evento     | Placar               | Posição              | Opositor Placar  | Opositor Placar  | Opositor Placar  | Opositor Placar  | Opositor Placar | Opositor Placar | Pos.       |
| ----------------------------------- | ---------- | -------------------- | -------------------- | ---------------- | ---------------- | ---------------- | ---------------- | --------------- | --------------- | ---------- |
| Chang Hye-jin                       | Individual | 666                  | 2                    | TGA Tatafu 0     |                  |                  |                  |                 |                 |            |
| Choi Mi-sun                         | Individual | 669                  | 1                    | DOM Camilo 0     |                  |                  |                  |                 |                 |            |
| Ki Bo-bae                           | Individual | 663                  | 3                    | KEN Anwar 0      |                  |                  |                  |                 |                 |            |
| Chang Hye-jin Choi Mi-sun Ki Bo-bae | Equipe     | 1998                 | 1                    | —                | —                | —                | 0                |                 |                 |            |

Legenda
| Recorde mundial      | Recorde mundial (World record)               |                       | Recorde africano                      | Recorde africano (African) |                                           | Q | Classificado por posição (Qualified) |
| Recorde olímpico     | Recorde olímpico (Olympic record)            | Recorde da América    | Recorde da América (Americas)         | q                          | Classificado por melhor tempo (Qualified) |   |                                      |
| Melhor marca do ano  | Melhor marca do ano (World leading)          | Recorde asiático      | Recorde asiático (Asian)              | DNS                        | Não largou (Did not start)                |   |                                      |
| Recorde nacional     | Recorde nacional (National record)           | Recorde europeu       | Recorde europeu (European)            | DNF                        | Não terminou (Did not finish)             |   |                                      |
| Recorde pessoal      | Recorde pessoal do atleta (Personal best)    | Recorde da Oceania    | Recorde da Oceania (Oceania)          | DSQ / DQ                   | Desclassificado (Disqualified)            |   |                                      |
| Recorde da temporada | Recorde da temporada do atleta (Season best) | Recorde sul-americano | Recorde sul-americano (South America) | NM                         | Sem marca (No mark)                       |   |                                      |